# GeoTIFF
GeoTIFF é um padrão de metadados de Domínio público o qual permite embutir informações das coordenadas geográficas em um arquivo TIFF. 	
A informação adicional potencial inclui projeções cartográficas, sistema de coordenadas, elipsoides, data, e tudo mais necessário para estabelecer a referência espacial exata no arquivo. O formato GeoTIFF é totalmente compatível com TIFF 6.0, assim o software incapaz da leitura e de interpretar os metadados especializados ainda assim abre um arquivo de GeoTIFF.

## História
O formato GeoTiff foi originalmente criado pelo Dr. Niles Ritter enquanto trabalhava na NASA Jet Propulsion Laboratory.